# چه کسی عدالت را اجرا خواهد کرد؟
چه کسی عدالت را اجرا خواهد کرد؟ (به هندی: Insaaf Kaun Karega) فیلمی محصول سال ۱۹۸۷ و به کارگردانی سودارشان ناگ است. در این فیلم بازیگرانی همچون درمندرا، راجینیکانت، جایا پرادا، مادهوی، شاکتی کاپور، آمریش پوری، پران، بیندو، روهینی هاتانگادی، گلشن گروور، باب کریستو ایفای نقش کرده‌اند.